# Raymond F. Jones
Raymond Fisher Jones (Salt Lake City, 15 novembre 1915 – Sandy, 24 gennaio 1994) è stato uno scrittore di fantascienza statunitense.

## Biografia
Nato a Salt Lake City, nello Utah nel 1915, iniziò la carriera di scrittore pubblicando racconti su riviste come Wonder Stories, Analog e Galaxy.
Nel 1967 il suo racconto Rat Race venne candidato al Premio Hugo per il miglior racconto breve, senza tuttavia aggiudicarsi il premio. 

## Opere
- Il signore dell'universo (The Alien, 1951)
- La fine del silenzio (Renaissance, 1951)
- The Toymaker (The Toymaker, 1951)
- Son of the Stars (Son of the Stars, 1952)
- Il cittadino dello spazio (This Island Earth, 1951)
- Planet of Light (Planet of Light, 1953)
- Il popolo segreto (The Secret People, 1956)
- The Year When Stardust Fell (The Year When Stardust Fell, 1958)
- I cervelli cibernetici (The Cybernetic Brains, 1962)
- The Non-Statistical Man (The Non-Statistical Man, 1964)
- L'incubo dei Syn (Syn, 1969)
- Alieno in croce (Weeping May Tarry,, 1978), con Lester Del Rey